# Copa Kirin 1987
A Copa Kirin 1987 foi a décima edição da Copa Kirin, disputada em maio de 1987, no Japão, por duas seleções nacionais, a do Senegal e a do Japão, e dois clubes, Torino e Fluminense, que sagrou-se campeão de forma invicta, com uma grande atuação do jogador tricolor Romerito na partida final.

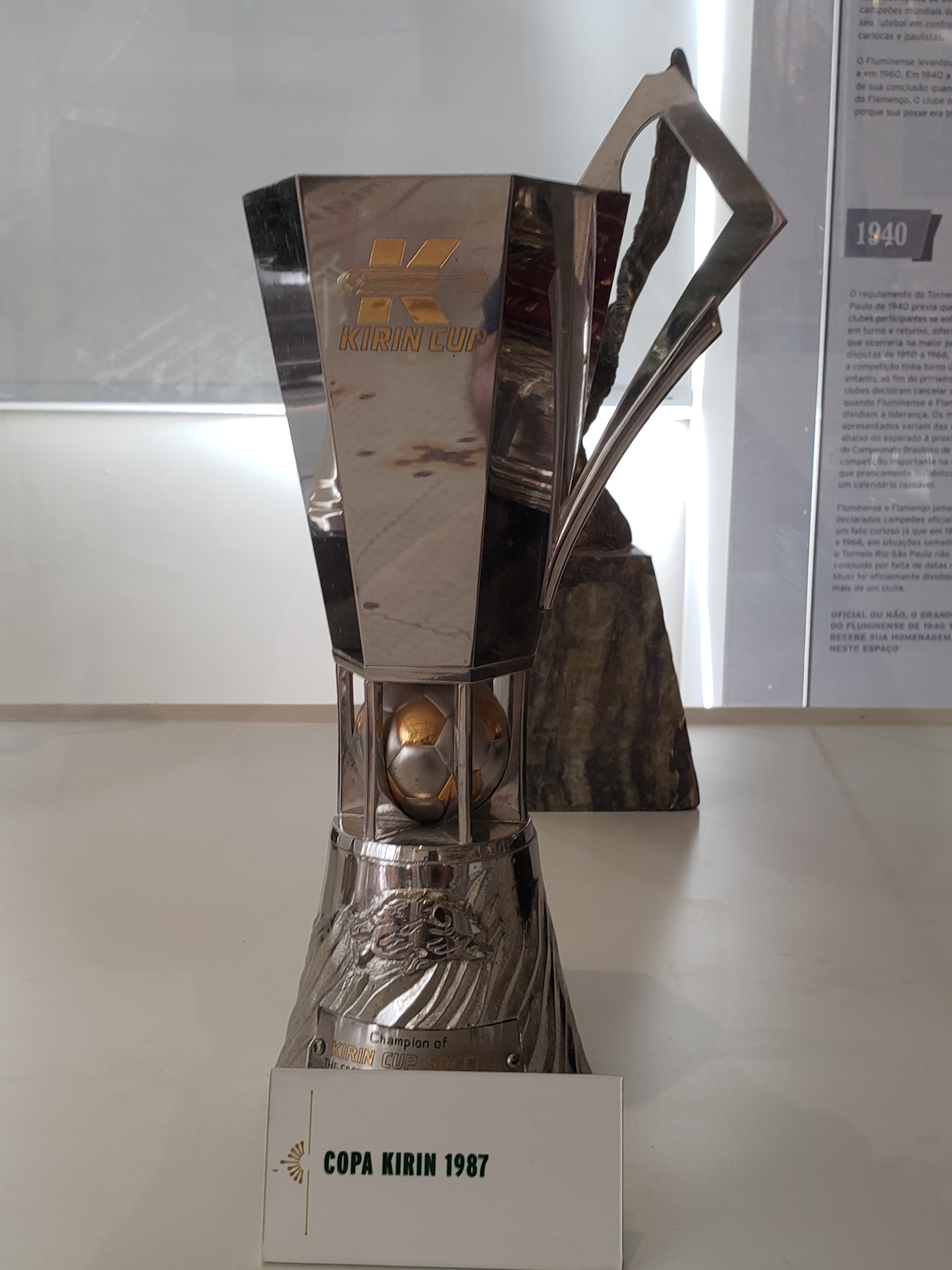
Copa Kirin 1987.

## Participantes
- Fluminense
- Seleção Japonesa
- Seleção Senegalesa
- Torino

## Partidas
24 de maio
- Japão 0–0 Fluminense
- Torino 3–1 Senegal

25 de maio
- Torino 1–1 Fluminense

27 de maio
- Japão 2–2 Senegal

29 de maio
- Japão 0–1 Torino
- Fluminense 7–0 Senegal

## Tabela
O regulamento previa que os dois times que mais pontuassem se classificariam para a final.
| Equipe     | Pts | J | V | E | D | GP | GC | Dif |
| ---------- | --- | - | - | - | - | -- | -- | --- |
| Torino     | 5   | 3 | 2 | 1 | 0 | 5  | 2  | +3  |
| Fluminense | 4   | 3 | 1 | 2 | 0 | 8  | 1  | +7  |
| Japão      | 2   | 3 | 0 | 2 | 1 | 2  | 3  | -1  |
| Senegal    | 1   | 3 | 0 | 1 | 2 | 3  | 12 | -9  |

## Final
31 de maio
Fluminense 2–0 Torino - público: 32.000 
| Copa Kirin 1987            |
| -------------------------- |
| Fluminense Campeão Invicto |